# Nathalie Jomard
Pour les articles homonymes, voir Jomard.
 (avril 2013).
Nathalie Jomard, née au XXe siècle, est une illustratrice et blogueuse française.
Elle est l'auteure d'un blog, Petit précis de grumeautique.

## Biographie
Nathalie Jomard a étudié à l'École nationale supérieure des beaux-arts de Lyon. Elle est titulaire d’un DESS en communication multimédia ainsi que d’un diplôme de sciences-po[Lequel ?]. Au printemps 2008, en tant que loisir, elle lance un blog dessiné sur sa vie de jeune mère, le Petit précis de grumeautique, qui après plusieurs mois devient un livre publié à compte d'éditeur sous le titre Le Petit Grumeau illustré. La série connaît trois volumes entre 2009 et 2017. En parallèle, l'illustratrice produit une série sur le chat Bouboule, qui apparaissait déjà dans les narrations du Petit Grumeau illustré ; cette seconde série connaît quatre volumes entre 2015 et 2020.
À partir de 2011, sur un scénario de Jif, elle illustre une adaptation de l'essai Les hommes viennent de Mars, les femmes viennent de Vénus de John Gray (éd. Jungle).

## Publications

### Album
- Le Petit Grumeau Illustré - Chroniques d'une apprentie maman, Éd. Michel Lafon, 2009  (ISBN 978-2749909912).
- Le Petit Grumeau illustré, tome 2 - Chroniques de la lose parentale, Éd. Michel Lafon, 2012  (ISBN 2749916119).
- Mon album de Grumeau, Éd. Michel Lafon, 2014  (ISBN 2749923441).
- Cahier d'exercices pour maman débutante, Éd. First, 2014  (ISBN 2754067418).
- Chat-Bouboule - Chronique d'un prédateur de salon, Éd. Michel Lafon, 2015  (ISBN 9782822211444).
- Chat-Bouboule - La nuit tous les chats sont gros, Ed. Michel Lafon, 2016
- Chat-Bouboule - Intermittent de la sieste, Ed. Michel Lafon, 2018
- Le Petit Grumeau Illustré - Métro, Grumeaux, Dodo, Éd. Michel Lafon, 2017

### Illustrations
- Maman débutante, Éd. First, 2009.
- Bientôt maman, Éd. First, 2009.
- Mon mariage, Éd. First, 2009.
- Mon enfant rentre à l'école, Éd. First, 2009.
- Vie de môme, Éd. First, 2009.
- Papa débutant : Le guide que tous les jeunes pères attendaient !, Éd. First, 2009.
- Grands-parents débutants : Adoptez la Papy zé Mamy attitude !, Éd. First, 2009.
- Préparation à l'accouchement : Toutes les méthodes pour accueillir bébé en douceur !, Éd. First, 2010.
- Ma famille recomposée, Éd. First, 2010.
- Maman organisée, Éd. First, 2010.
- Le p'tit journal de mon bébé, Éd. First, 2010.
- Sexualité, guide à l'usage des femmes et des hommes, Éd. médicales Bash, 2010.
- Les hommes viennent de Mars. Les femmes viennent de Vénus, d'après l'œuvre de John Gray, Jungle, Michel Lafon, 2011  (ISBN 978-2-874-42741-1).
- Les hommes viennent de Mars. Les femmes viennent de Vénus. Tome 2. Sous la couette, d'après l'œuvre de John Gray, Jungle, Michel Lafon, 2013  (ISBN 2874428442).
- Le guide du jeune père, Éd. Michel Lafon, 2013  (ISBN 2266221116).
- Le Père Noël est une ordure, Éd. Pocket, 2012  (ISBN 2266170775).
- La vérité sort souvent de la bouche des enfants, Éd. Point, 2014  (ISBN 2757845373).
- Cahier d'activités Mars et Vénus à faire à deux, Éd. Jungle, 2014  (ISBN 2822208093).